# Башмаково (Ігринський район)
Башмако́во (рос. Башмаково) — присілок (колишнє селище) в Ігринському районі Удмуртії, Росія.

## Населення
Населення — 49 осіб (2010; 119 в 2002).
Національний склад станом на 2002 рік:
- удмурти — 55 %
- росіяни — 43 %

## Урбаноніми[3]
- вулиці — Комсомольська, Миру, Морозова, Пастухова, Піонерська, Порізька, Радянська, Складська, Телегуртська